# یواس‌اس بیلی (دی‌دی-۴۹۲)
یواس‌اس بیلی (دی‌دی-۴۹۲) (به انگلیسی: USS Bailey (DD-492)) یک کشتی بود که طول آن ۱۰۶ متر (۳۴۸ فوت) بود. این کشتی در سال ۱۹۴۱ ساخته شد.